# The Con
A The Con Tegan and Sara 2007-ben kiadott ötödik nagylemeze.

## Az album dalai
1. "I Was Married" (Sara Quin) – 1:36
2. "Relief Next to Me" (Sara Quin) – 3:04
3. "The Con" (Tegan Quin) – 3:33
4. "Knife Going In" (Sara Quin) – 2:13
5. "Are You Ten Years Ago" (Tegan Quin) – 3:21
6. "Back in Your Head" (Sara Quin) – 3:00
7. "Hop a Plane" (Tegan Quin) – 1:53
8. "Soil, Soil" (Tegan Quin) – 1:27
9. "Burn Your Life Down" (Sara Quin) – 2:26
10. "Nineteen" (Tegan Quin) – 3:00
11. "Floorplan" (Sara Quin) – 3:41
12. "Like O, Like H" (Sara Quin) – 2:43
13. "Dark Come Soon" (Tegan Quin) – 3:11
14. "Call It Off" (Tegan Quin) – 2:25